# EMD GP9形ディーゼル機関車
EMD GP9は、1954年1月から1963年8月の間にアメリカのGM-EMDが製造した4動軸のロード・スイッチャー型の電気式ディーゼル機関車である。車体形状はフード・ユニット。出力1,500馬力であったGP7を1,750馬力に増強したものが本形式である。

## 解説

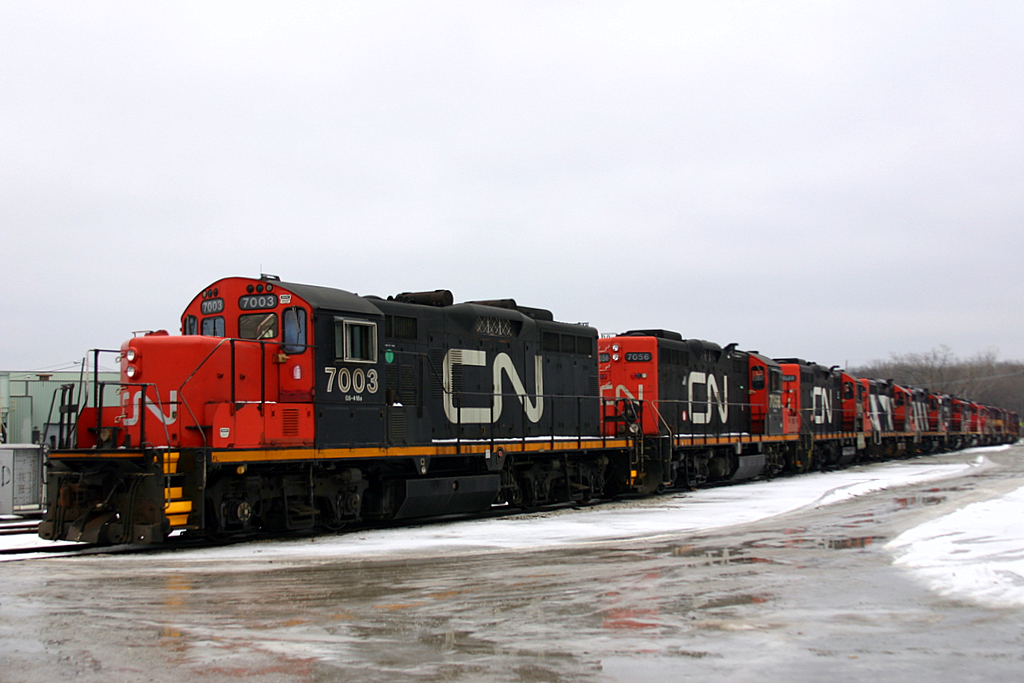
ショートフードの高さが低い車両。新生時からのものと、改造したものもある。

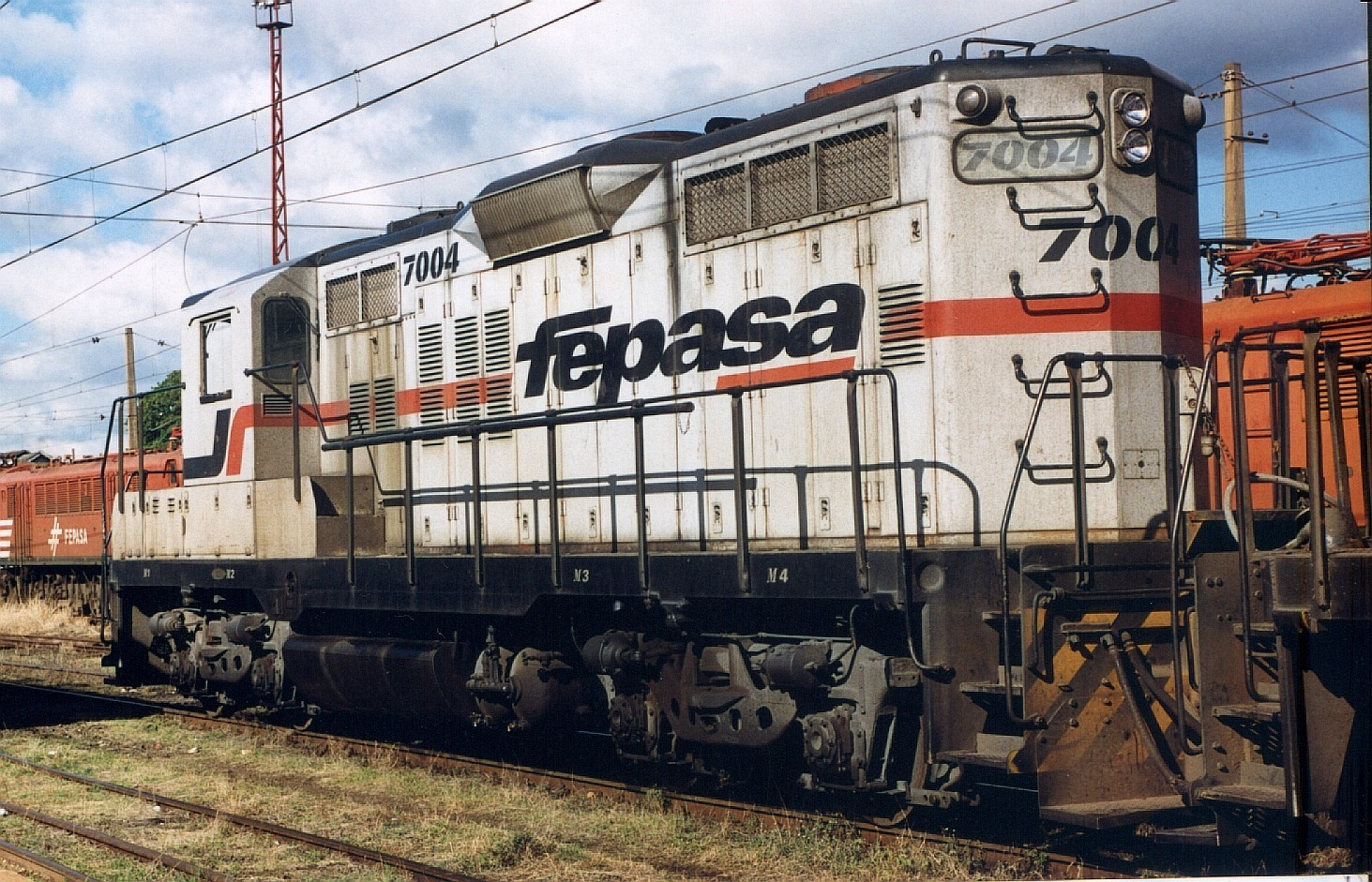
ブラジルのFEPASAの7004号。ダイナミックブレーキ車。

GP7ではEMD 567B型ディーゼルエンジンを搭載していたが、本形式は567C型を搭載する。
運転台のあるAユニットが4,092両、運転台のないBユニット（GP9Bと呼ばれる）が165両の合わせて4,257両が製造され、Aユニットは646両がカナダに、10両がメキシコに、5両がブラジルに輸出された。アメリカ国内での製造は1959年12月に終了し、その後はカナダで12両が製造された。
基本的にはフードの短い側（ショートフード）を先頭する設計であったが、鉄道事業者によっては長い側（ロングフード）を先頭とする場合もあった。また、ショートフードの高さを抑えて製造された車両もあった。これは前方視界を確保するために採用される構造であるが、後方視界を確保するためにショートフード側を後ろとして使用されたものもある。
オプションとしてダイナミック・ブレーキ（発電ブレーキ）が用意され、装着している車両はロングフードの中央付近に張り出しがある。
台車はブロンバーグB形台車を装着しているが、一部にAAR A形台車を装備していた車両やフレキシコイル台車（揺れ枕がなく軽量）を装備していた車両がある。後者はCR向けのもので、あわせて燃料タンクの小型化といった軽量化もなされていた。
多くの車両が現在も支線や工場内で使用されており、一級鉄道では入換機関車に改修して使用している鉄道もある。カナダ太平洋鉄道(CP)とカナディアン・ナショナル鉄道(CR)は、2007年現在、多数のGP9を入換機として使用している。

## バリエーション

### Bユニット

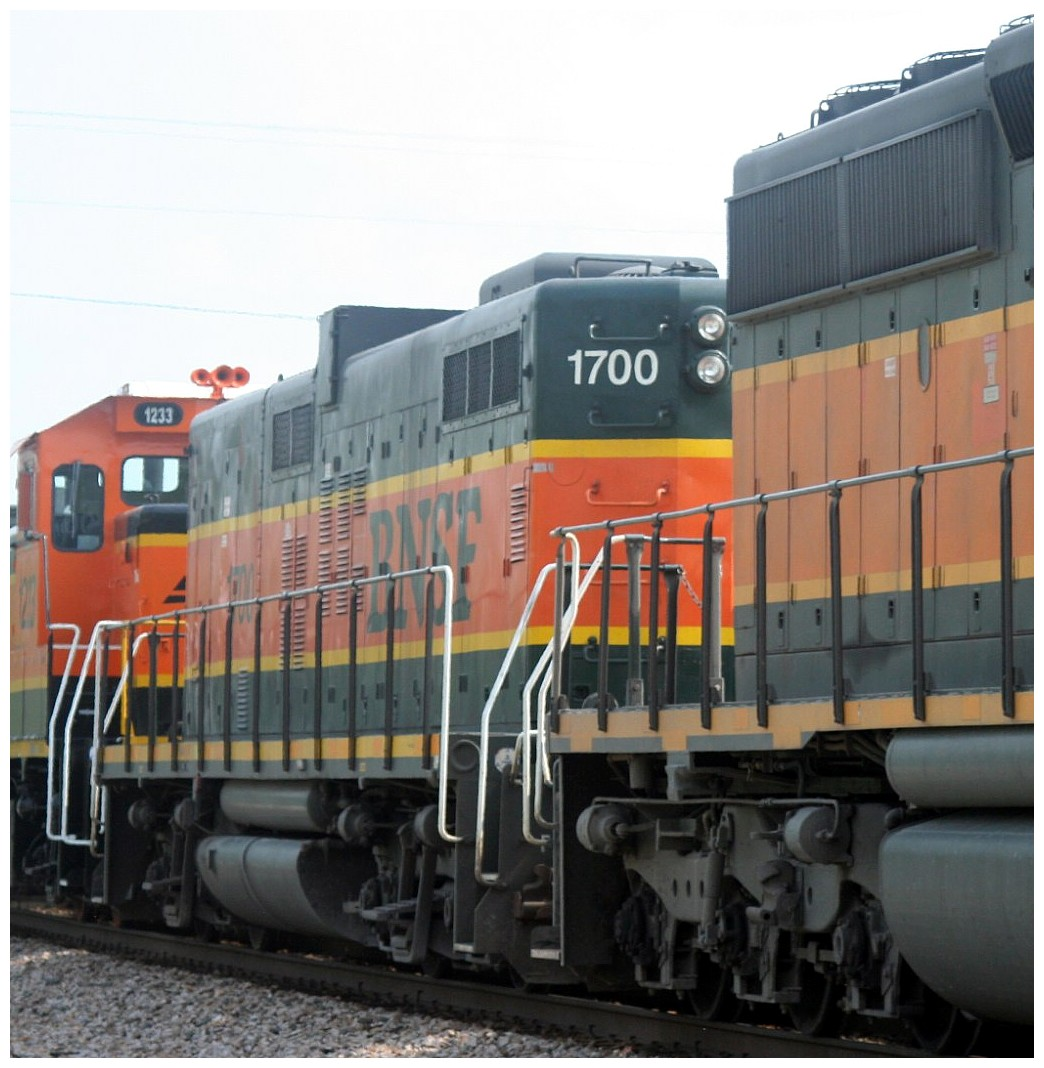
BNSF鉄道で使用されているBユニット。1700号。

Bユニットは1954年2月から1959年12月にかけて製造され、ユニオン・パシフィック鉄道(UP)に125両が、ペンシルバニア鉄道(PRR)に40両が納入された。

### 旅客用GP9
暖房装置として、客車に暖房や電源を供給するための発電装置を搭載した車両もある。その装置はロングフード先端のデッキ上に箱形にまとめて装着されている。

### GP9M
FTなど旧式機関車の部品を流用して製造されたグループで、グレート・ノーザン鉄道の16両を含む40両が製造された。FTのエンジンを使用したことから出力は1,350馬力であった。

### GP9U
アッチソン・トピカ・サンタフェ鉄道(ATSF)では、4両のGP7Bに運転台を取り付け、GP9Uとした。

### 他形式への改造
イリノイ・セントラル・ガルフ鉄道はUPのGP9Bを改造し、GP11とした。